# Майнц
Майнц (нім. Mainz; лат. Moguntiacum) — місто в Німеччині, столиця федеральної землі Рейнланд-Пфальц. Річковий порт на лівому березі Рейну, важливий індустріальний центр Майн-Рейнського регіону, університетське місто, всесвітньовідомий центр виноробства, телевізійний (2-й Канал Німецького Телебачення) вузол Німеччини.
Майнц широко відомий як батьківщина європейського першодрукаря Йоганна Гутенберга.
Історія міста налічує понад дві тисячі років. За часів Римської імперії — місто-форт найпівнічнішого кордону Римської імперії, столиця римської провінції Верхня Германія, у часи Священної Римської імперії місто мало велике політичне значення як резиденція курфюрста Майнцу. У останні віки місто поступилось своїм значенням регіонального центра на користь Франкфурта.
Майнц знаходиться на західному березі Рейну, на протилежному березі знаходиться місто Вісбаден. Історично ці міста були містами-суперниками: Майнц — консервативний католицький центр, а Вісбаден — демократичне місто-курорт, де переважають протестанти.

## Географія
Майнц знаходиться на західному березі р. Рейн, при злитті Майну з Рейном.
Станом на 31 грудня 2020 року населення міста становило 217 123 осіб. Найлегше дістатися Майнцу можна з Франкфуртського міжнародного аеропорту за 25 хвилин приміською залізницею.

### Адміністративна структура
Відповідно до статуту Майнца місто поділено на 15 місцевих районів. Кожний район має районну адміністрацію у складі 13 осіб та власного виборного мера, який є головою районної адміністрації. Ця місцева рада займається вирішенням питань місцевого значення, проте, основні рішення щодо нової політики знаходяться у юрисдикції міської ради Майнца. Міська рада має 60 членів, які обираються населенням міста.
Районами міста є:
| - Вайзенау (Weisenau) - Старе місто (Altstadt) - Бретценгайм (Bretzenheim) - Драйз (Drais) - Еберзгайм (Ebersheim) - Фінтен (Finthen) - Гонсенгайм (Gonsenheim) - Хартенберг-Мюнхфельд (Hartenberg-Münchfeld) - Гехтшайм (Hechtsheim) - Лаубенхайм (Laubenheim) - Лерхенберг (Lerchenberg) - Мариєнборн (Marienborn) - Момбах (Mombach) - Нойштадт (Neustadt) - Оберштадт (Oberstadt) |

До 1945 року районами Майнца також були Бішофсгайм (зараз окреме місто) та Гінсгайм-Густафсбург (зараз об'єднані в окреме місто). Колишні приміські території Амьонебург (Amöneburg), Кастел (Kastel) та Костхайм (Kostheim) — скорочено AKK — зараз належать місту Вісбаден (на північному березі річки). AKK був відокремлений від Майнцу, коли у 1945 році Рейн став кордоном поділу окупаційних територій союзників: Франції (Рейнланд-Пфальц) та США (Гессен).

### Герб Майнца

Стара версія герба

Сучасний герб Майнца (Колесо Майнца нім. Mainzer Rad) являє собою зображені на червоному кольорі, два срібних колеса із шістьма спицями, поєднані срібним хрестом.

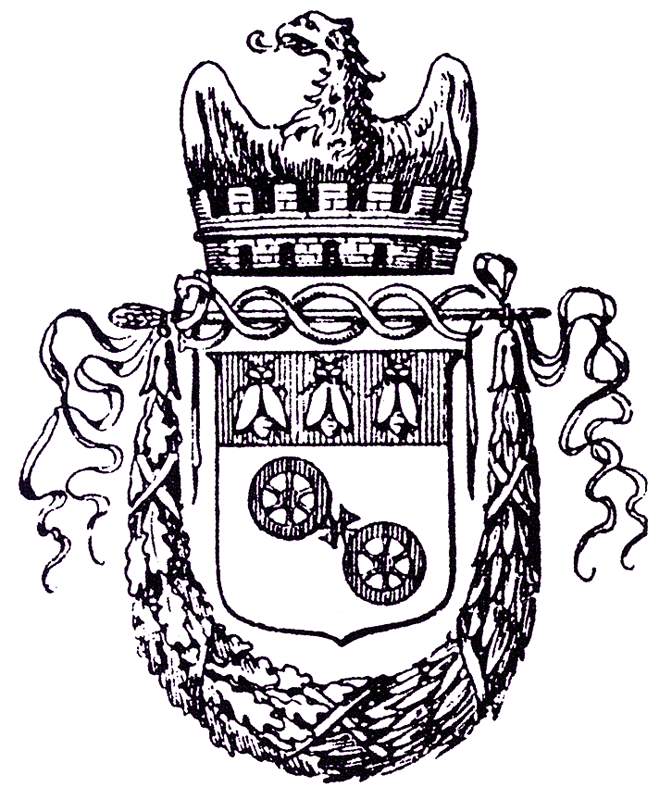
Герб Майнца епохи Наполеона

Походження герба достеменно не відоме. Найпопулярніша з версій пов'язує його походження з архієпископом Майнца Св. Віллігизом (940—1011). За цією версією, Віллінгз походив із міщанської родини колісних майстрів, що викликало протест місцевої знаті, коли його було призначено архієпископом. Віллінгз не сприймав серйозно цих звинувачень і на знак протесту наказав намалювати у себе на вікні біле колесо плугу на червоному тлі, як нагадування про своє походження. Жителі міста вирішили залишити символ популярного в народі єпископа як міський герб. Однак, ця версія ставиться під сумнів, оскільки герби почали з'являтися лише у XII ст.
Інші теорії розглядають колесо як:
- символ Ісуса Христа, XP, вписаний в німб
- емблему імператора Костянтина
- знак Огми — кельтського бога сонця
- знак Мітри — давньоримського бога сонця

Проте, більш ймовірно, що колесо походить від пророків Єзекиїля або Ісаї і символізує Святого Мартіна, який є покровителем як самого міста, так і Майнцького собору. У будь-якому разі, на джерелах, датованих 1300 р. і пізніше цей святий зображується з колесами. Крім того, архієпископів Майнца називали currum dei («Візники Божої колісниці») або currum ecclesiae Moguntinae aurigantes («Візники церкви Майнца»).

## Історія

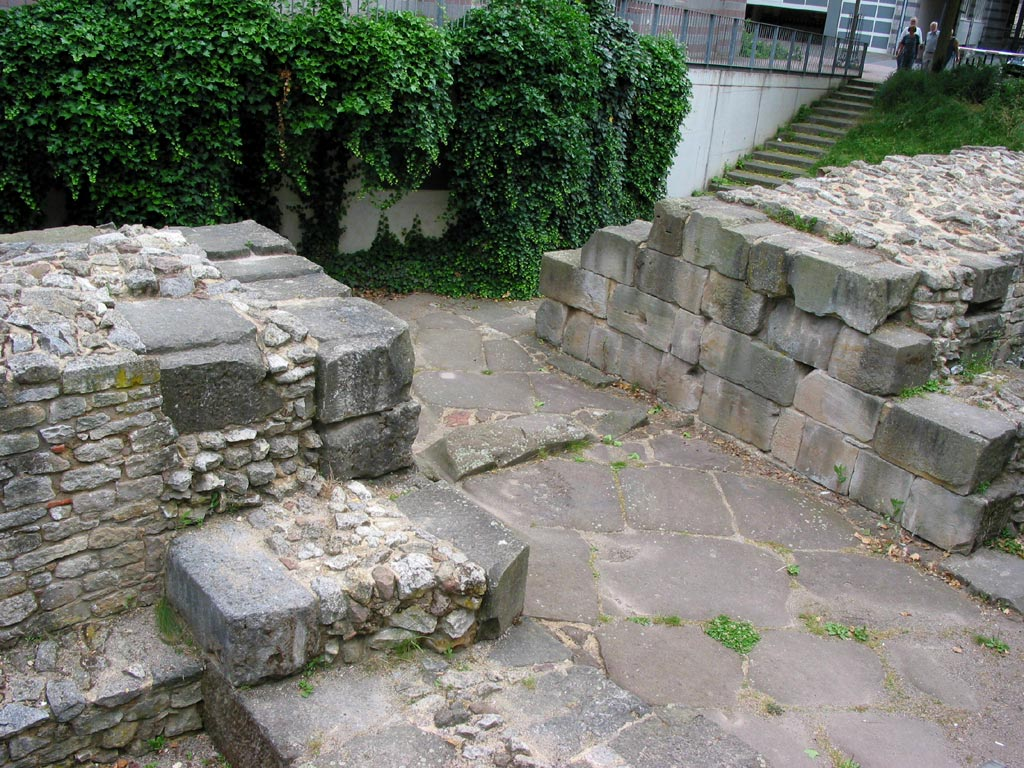
Руїни брами римського міста кінця IV ст.

Військове поселення «Moguntiacum» засноване Децимом Клавдєм Друзом близько 13 року до н. е.
Під час Великого переселення народів декілька разів піддавався розоренню. Був відбудований Карлом Великим. 745 Святий Боніфатій заснував тут єпископство, після чого значення міста суттєво зросло. У XIII—XIV століттях входив до Рейнського союзу міст. В цей час число жителів зросло до 90 000. Тут народився та працював європейський винахідник і першодрукар Йоганн Гутенберг. У XV столітті Майнц став володінням архієпископа Майнцького. Дуже постраждав під час Тридцялітньої війни; відновився у XVIII столітті. За Люневільським мирним договором 1801 року відійшов до Франції. Віденський конгрес 1815 віддав його Великому герцогству Гессен з умовою, що Майнц стане фортецею Німецького союзу і буде зайнятий австрійськими, пруськими та гессенськими військами. Після заснування Німецької імперії Майнц став імперською фортецею.
У квітні 2025 року мер міста Одеса підписав у німецькому місті Майнц угоду про встановлення партнерських відносин між двома містами. Церемонія відбулася у Курфюрстському палаці за участі обербургомістра Майнца Ніно Гаазе.

## Наука і освіта
- Університет Майнца імені Йоганна Гутенберга

## Відомі особистості
У місті народились:
- Рабан Мавр (бл. 780—856) – монах-бенедиктинець, архієпископ Манцький, автор енциклопедії «De rerum naturis» («Про природу речей»)
- Людвіг Бергер (1892—1969) — німецький режисер, сценарист і письменник
- Александр Вендт (* 1958) — політичний науковець.

## Галерея

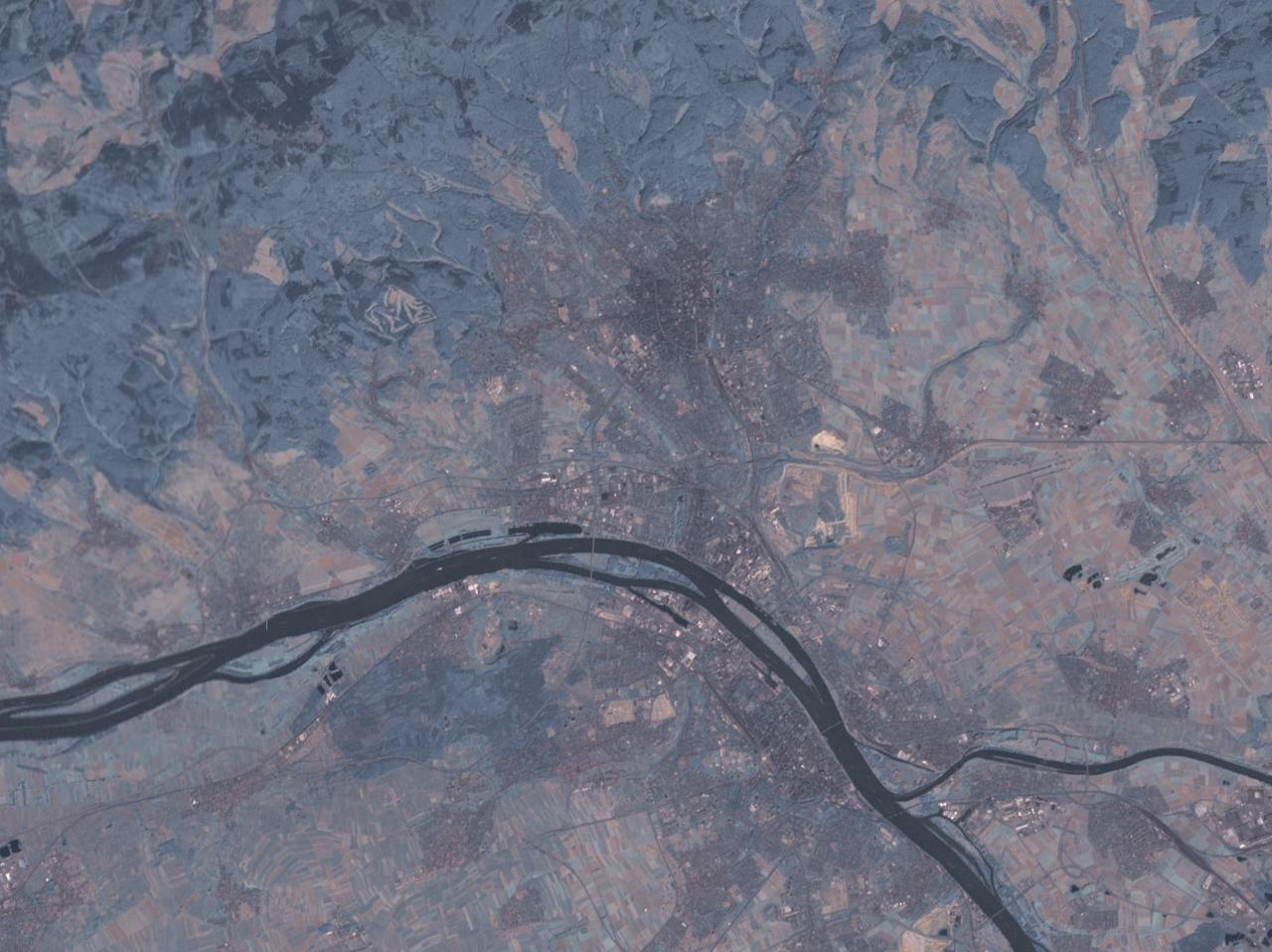
Супутникове фото території міст Майнц та Вісбаден і злиття Майну з Рейном
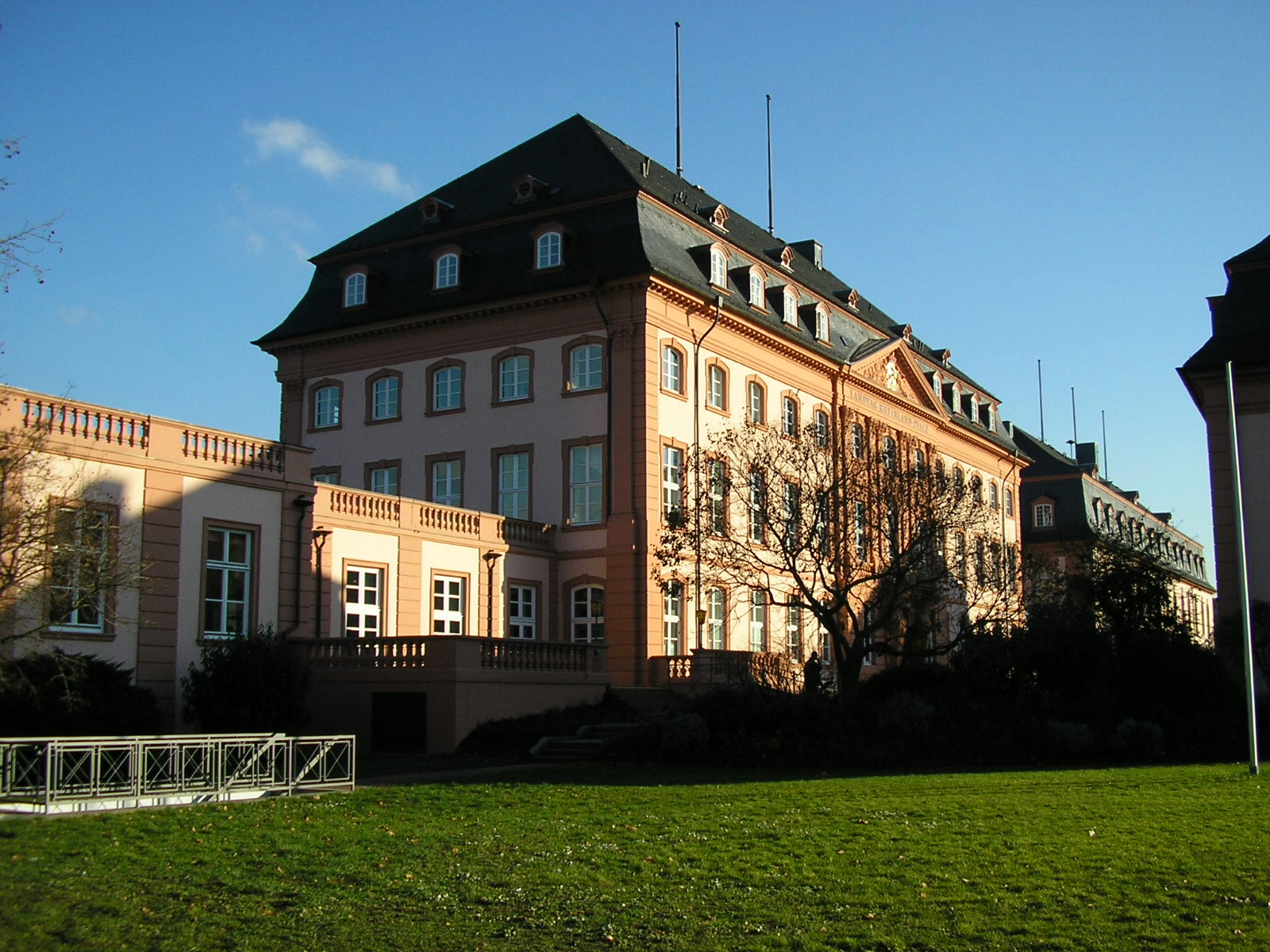
Deutschhaus Mainz — будинок парламенту землі Рейнланд-Пфальц
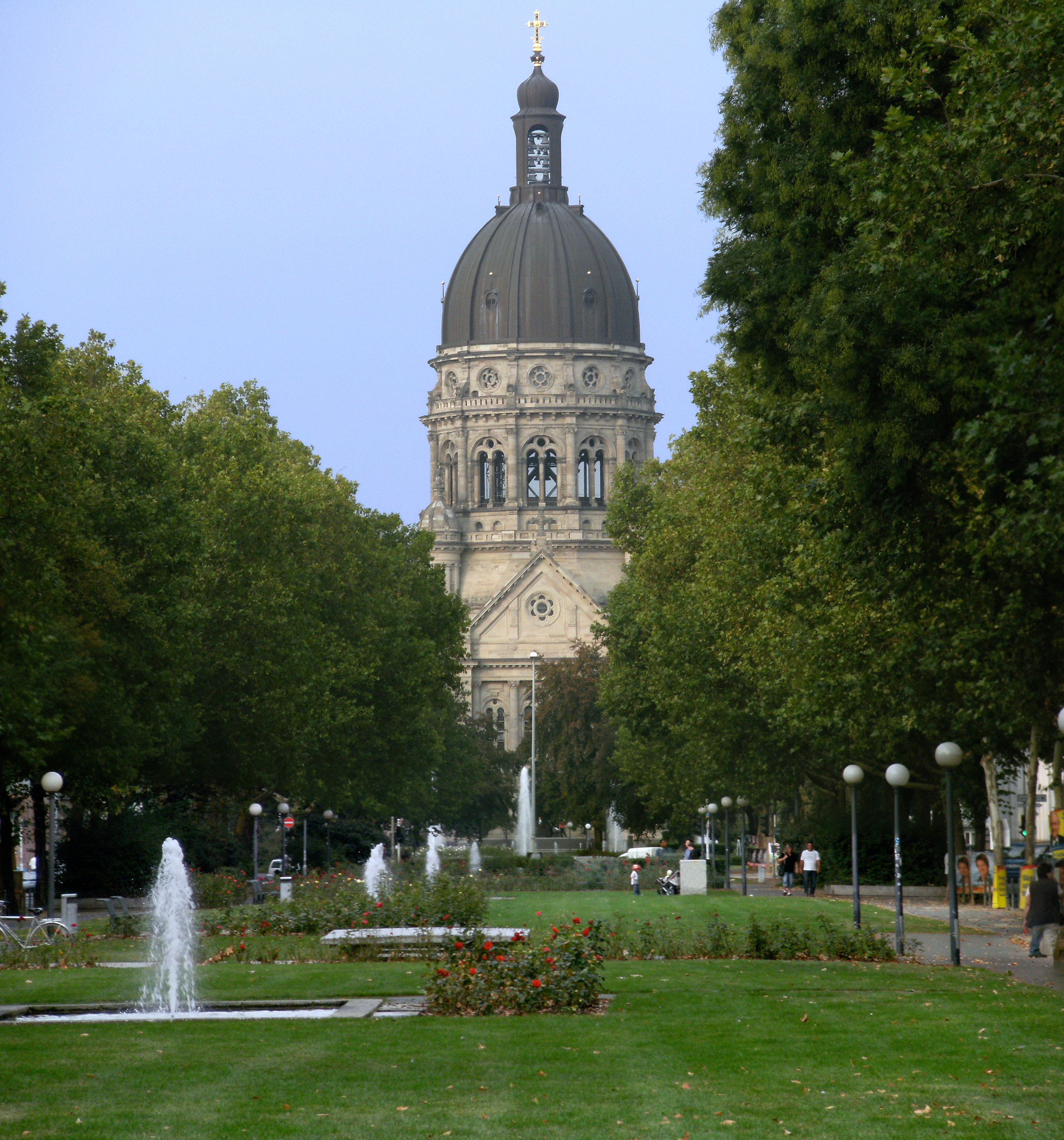
Kaiserstraße («Імператорська вулиця») з бульваром
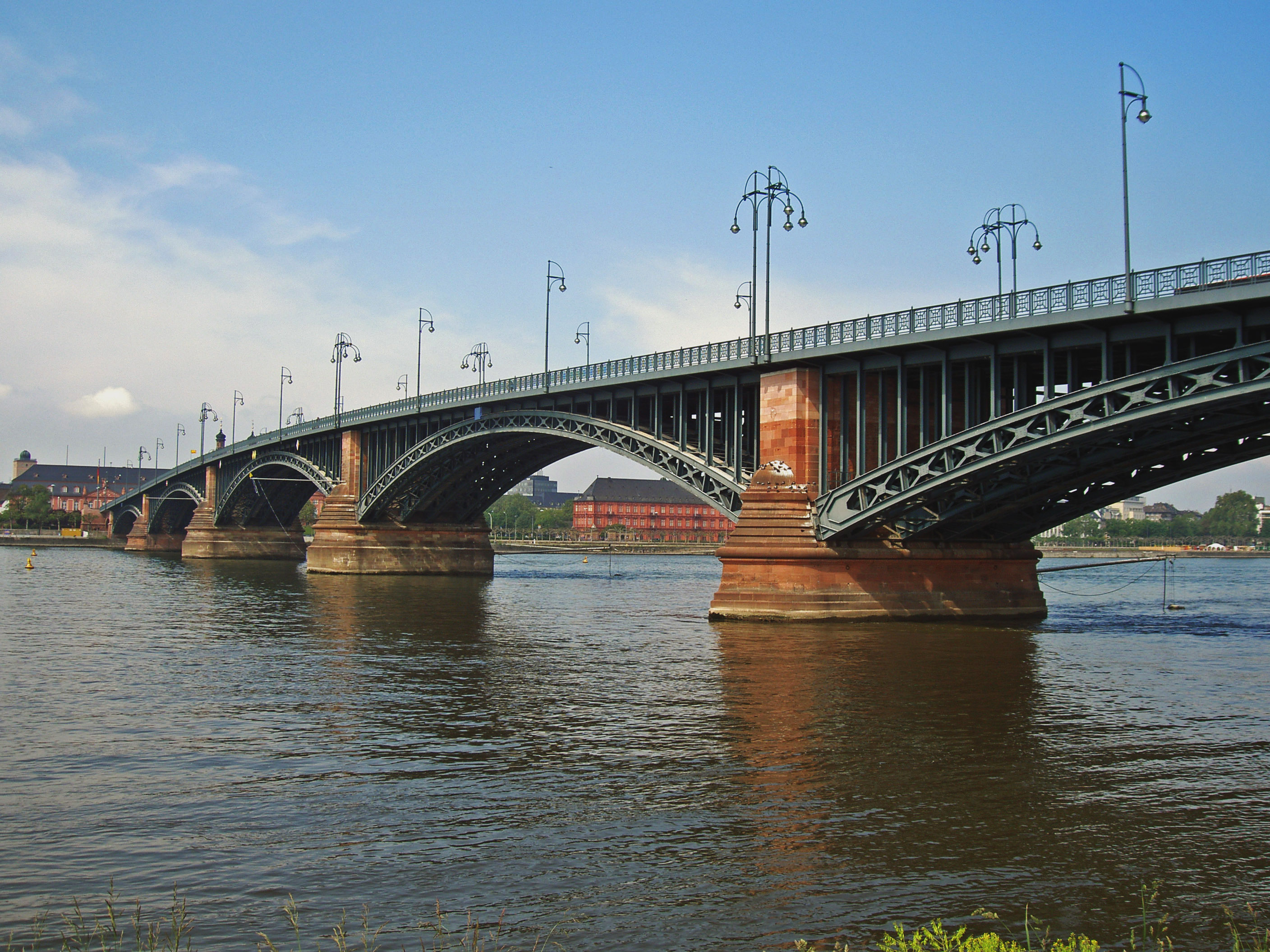
Міст Теодора Хойсса між Майнцом та Вісбаденом

## Виноски
1. ↑  Statistisches Landesamt Rheinland-Pfalz – Bevölkerungsstand 2020, Kreise, Gemeinden, Verbandsgemeinden (нім.)
2. ↑  Фефер Ольга. Золотой Майнц (російською) . Архів оригіналу за 3 липня 2013. Процитовано 8 травня 2008.
3. ↑  Mainz und Odessa besiegeln Städtepartnerschaft. Allgemeine Zeitung (нім.). 9 квітня 2025. Процитовано 30 квітня 2025.
4. ↑  У Одеси з'явилося нове місто-побратим. od.vgorode.ua (ua) . Процитовано 30 квітня 2025.